# Hoya carnosa
Hoya carnosa, Lacrima Maicii Domnului, floarea de porțelan sau planta de ceară, este o specie de asclepiadoideae din plantele cu flori din familia dogbane. Este una dintre multele specii de Hoya care sunt originare din estul Asiei și din Australia. Este o plantă de casă comună cultivată pentru frunzișul său ceros atractiv, și florile cu parfum dulceag. Planta crește bine în ghivece și coșuri suspendate.
Hoya carnosa este cultivată de peste 200 de ani și a dat naștere la multe soiuri care variază ca formă de frunziș sau culoarea florilor. În cultivarea în Marea Britanie Royal Horticultural Society a câștigat Premiul de Merit garden.

## Descriere
Hoya carnosa are lăstarii slab suculenți, cu suprafețe netede, gri pal și goi, care twine și climb. Frunzele perene sunt urmate la intervale de aproximativ 1 până la 1,5 cm de tulpini lungi. Frunzele sunt larg ovale până la longitudinal ovale sau în formă de inimă. Frunzele sunt ușor suculente, cărnoase, cu o suprafață lucioasă ceroasă. Frunzele, ovate sau eliptice, sunt de 3-5 cm lățime și 3,5-13 cm lungime, cu un pețiol de aproximativ 1-1,5 cm. Fructele în formă de ax măsoară de la 6 până la 10 × 0,5 până la 1,5 cm.

### Florile

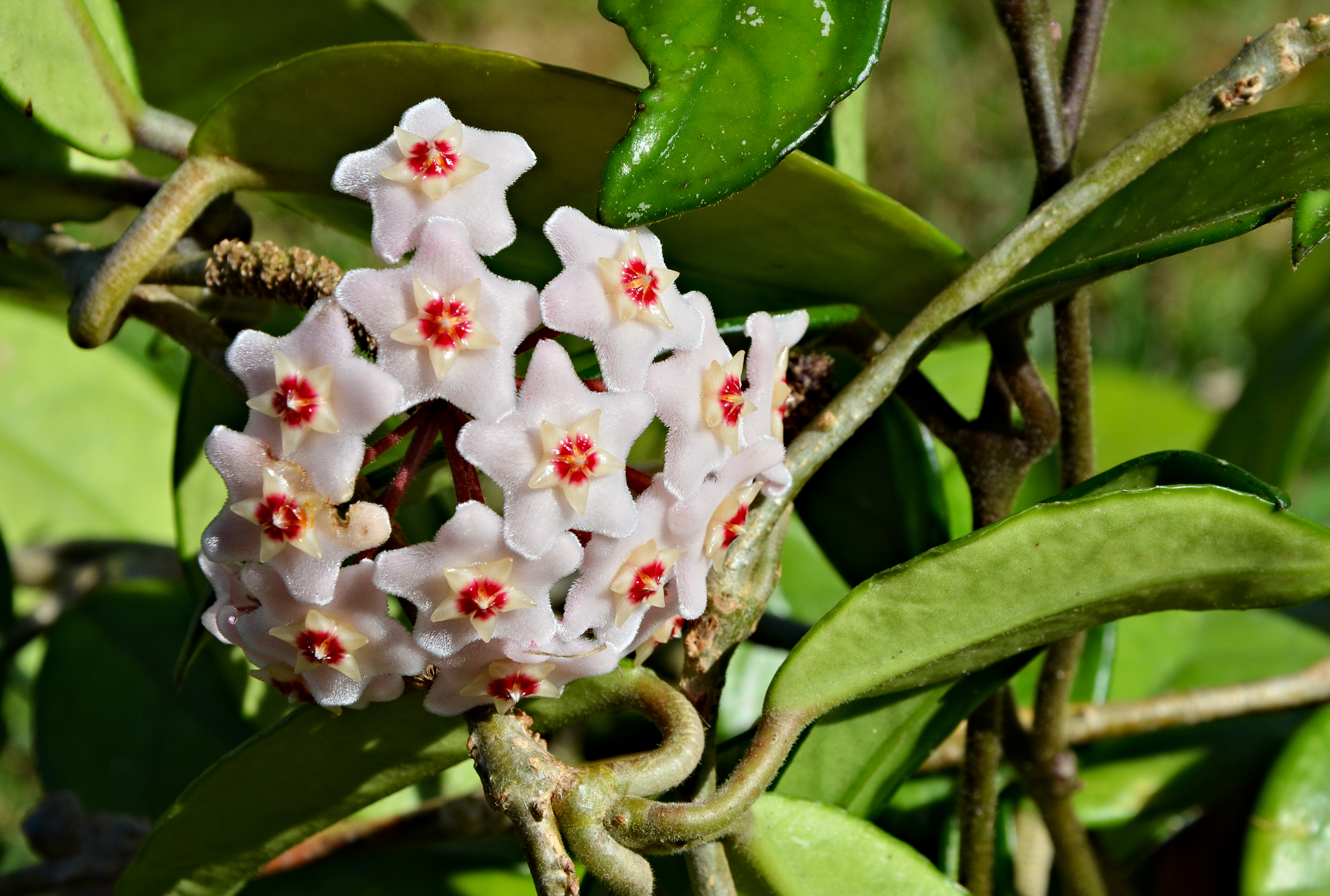
Floare de Hoya carnosa

Inflorescența este alcătuită din numeroase flori, suspendate sau mai drepte, care sunt grupate într-o umbelă. Florile sunt de obicei roz deschis, dar pot varia de la aproape-alb la roz închis; ele sunt în formă de stea, și sunt așezate în grupuri care arată ca mici miniaturi de ceară. Suprafața florilor este acoperită de fire de păr mici, oferindu-le un aspect neclar. Ele sunt puternic parfumate și pot produce în exces nectar care picură din flori. Coroana florilor are un diametru de la 1,5 până la 2 cm și este albicioasă până la ușor roz.

## Distribuție și habitat
Această specie se găsește în Queensland, India Răsăriteană, în sudul Chinei (Fujian, Guangdong și Yunnan provincii, și Guangxi regiune autonomă), Taiwan, Myanmar, Vietnam, Malaysia, insulele japoneze Kyushu și Ryukyu, unde crește în păduri subtropicale umede și Insulele Fiji.

## Galerie

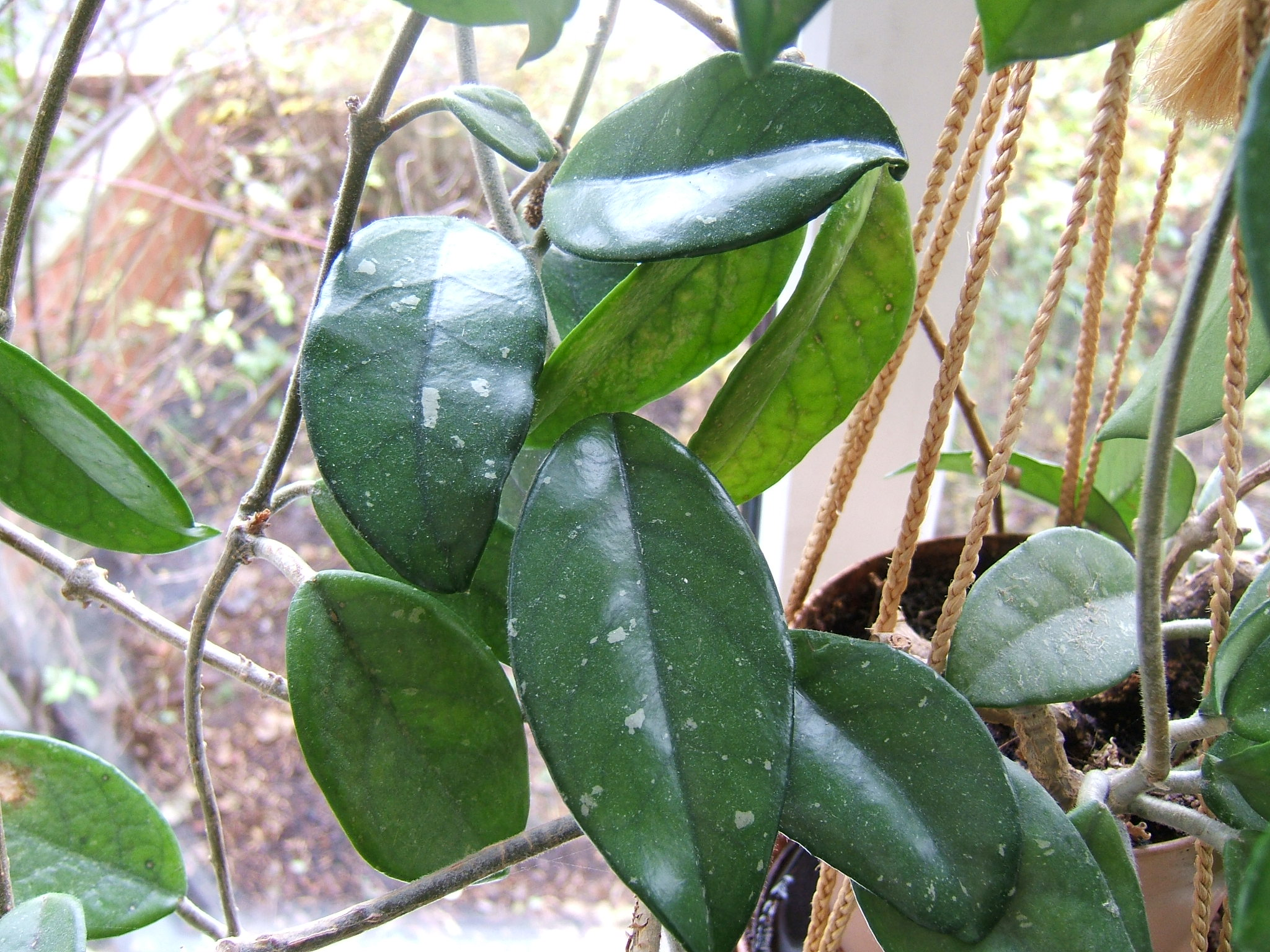
Frunze
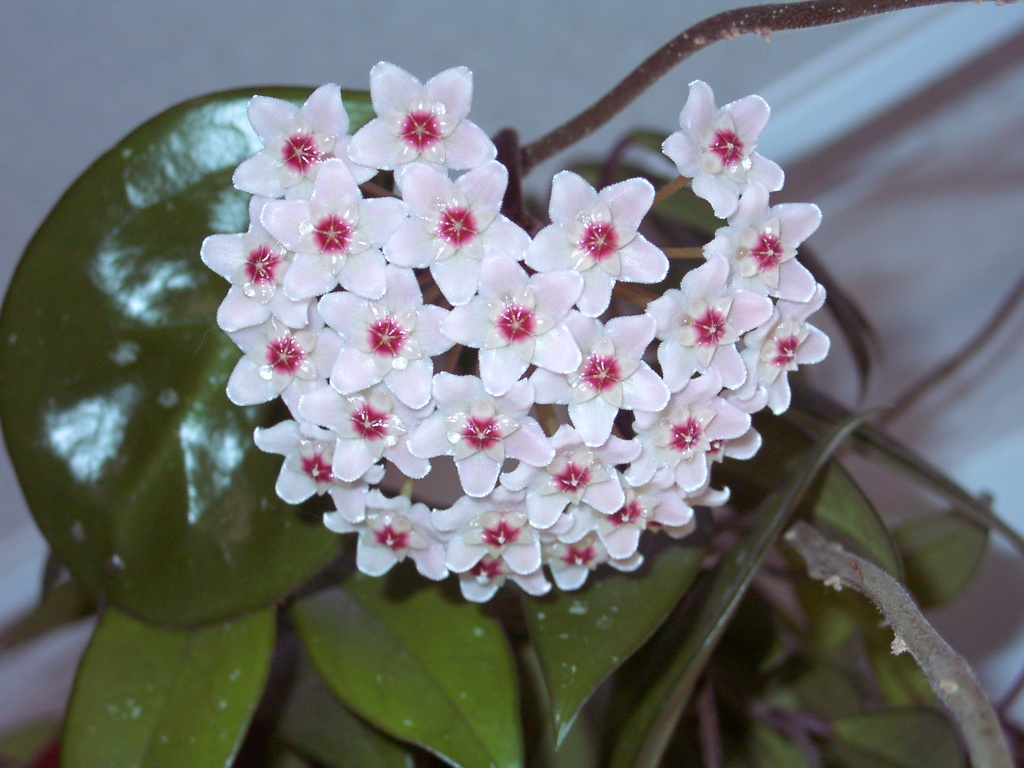
Grup de flori
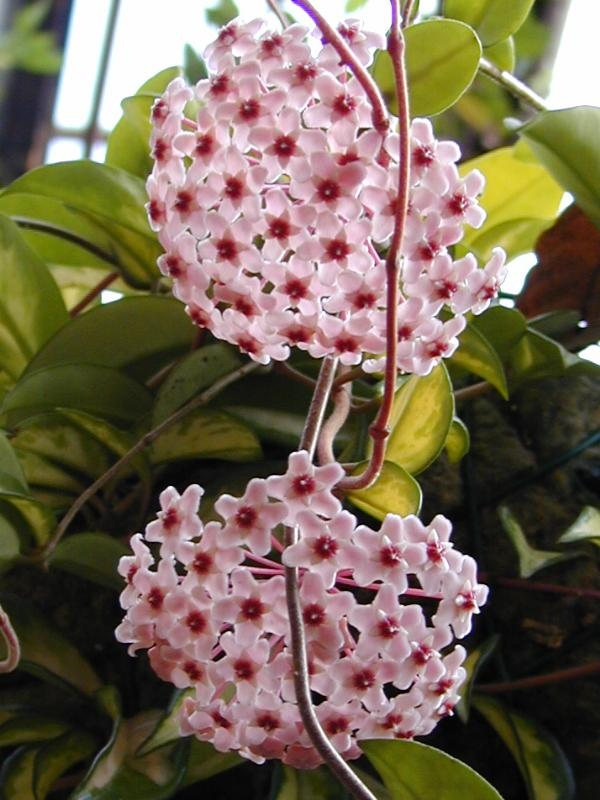
Grup de flori
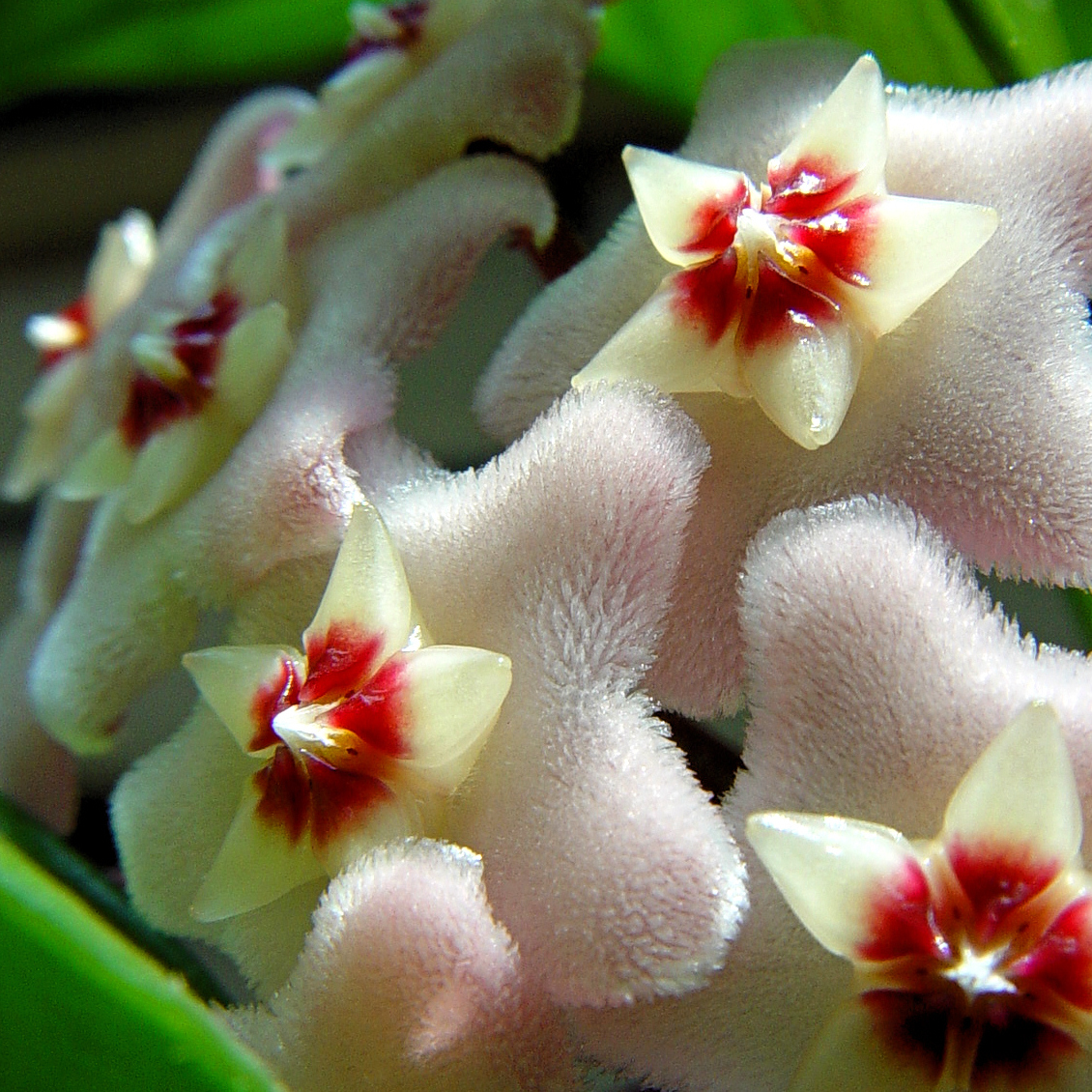
Flori văzute de aproape
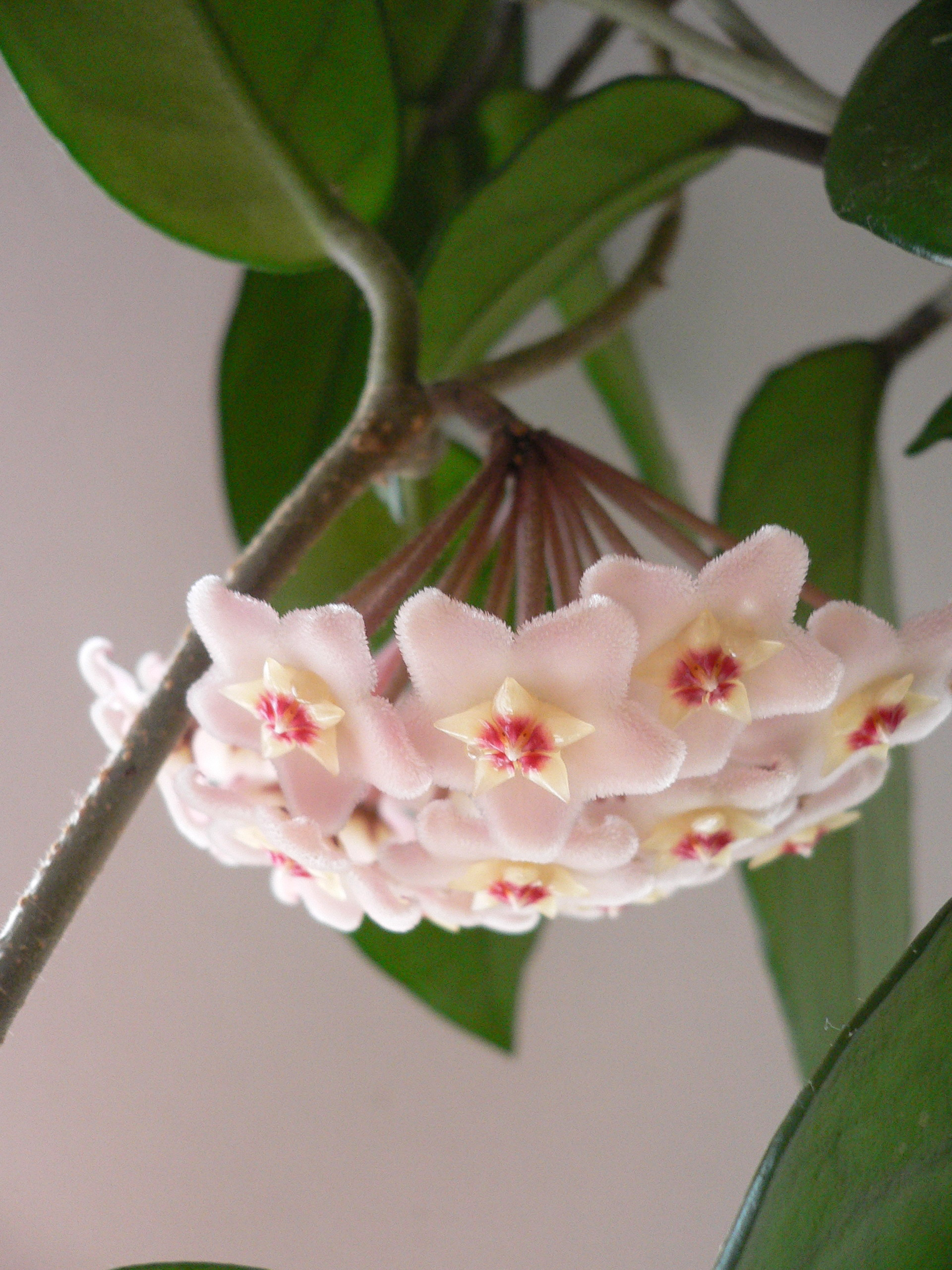
Flori suspendate
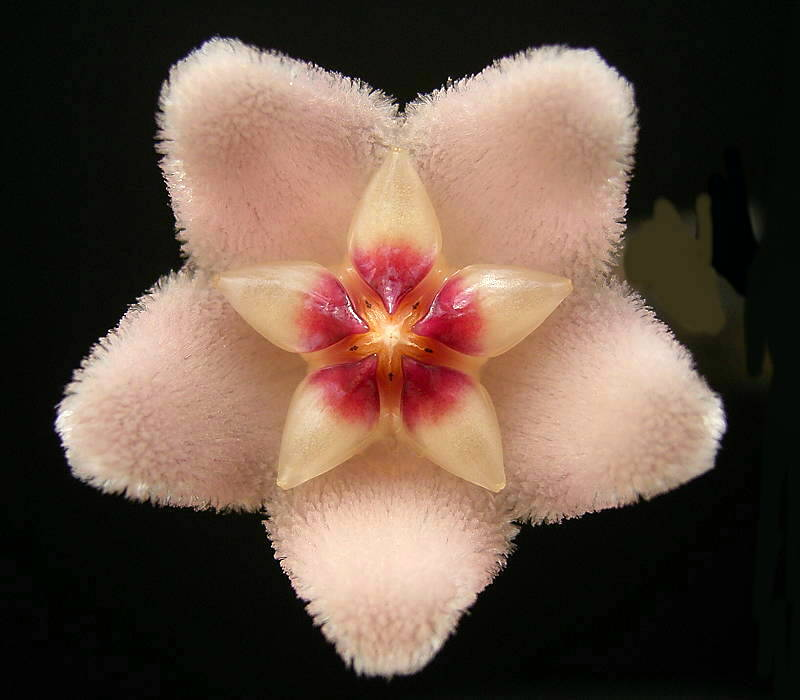
Floare, care arată ca o stea de mare cu  blană
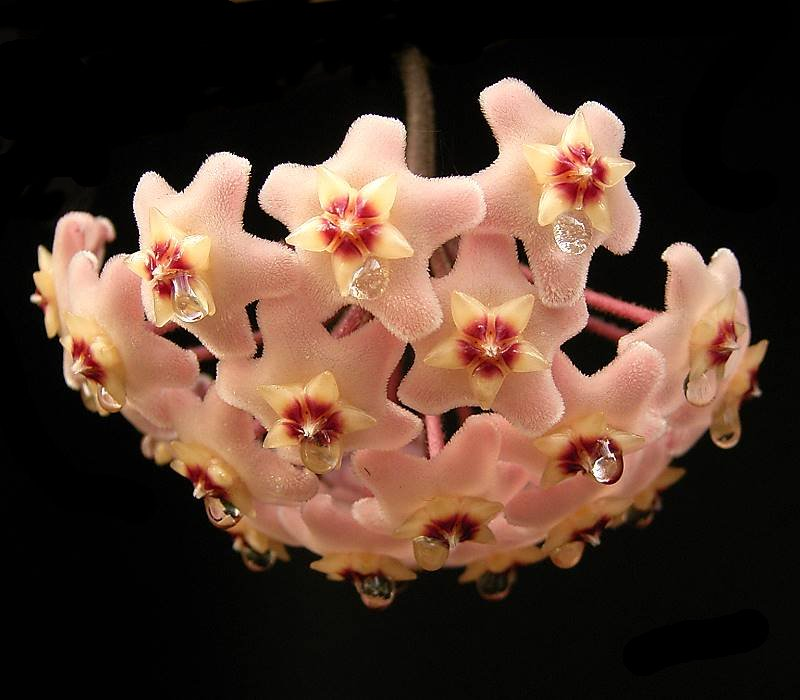
Inflorescenţă
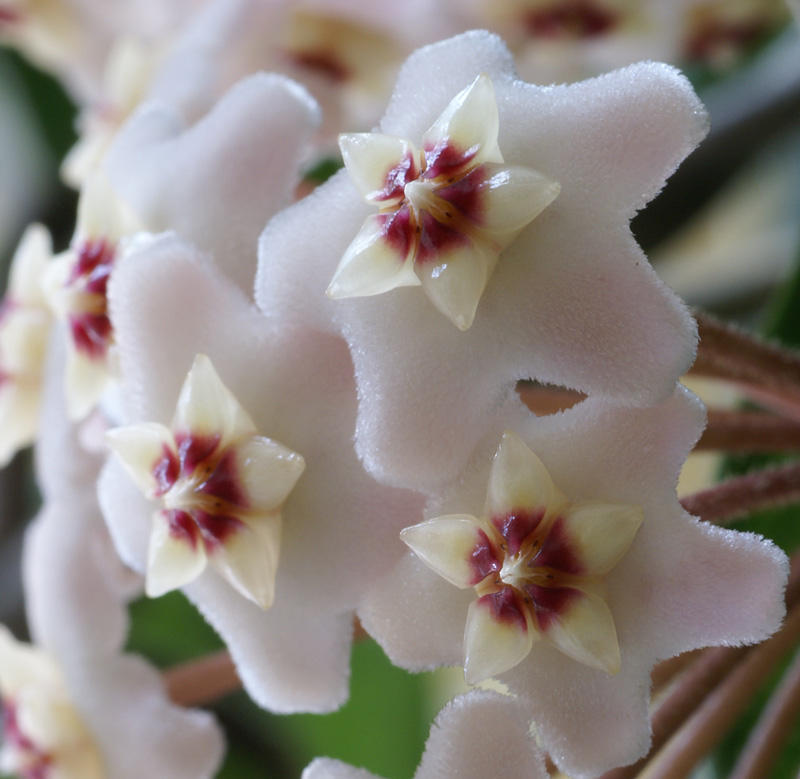
Roi de flori sub lumină puternică
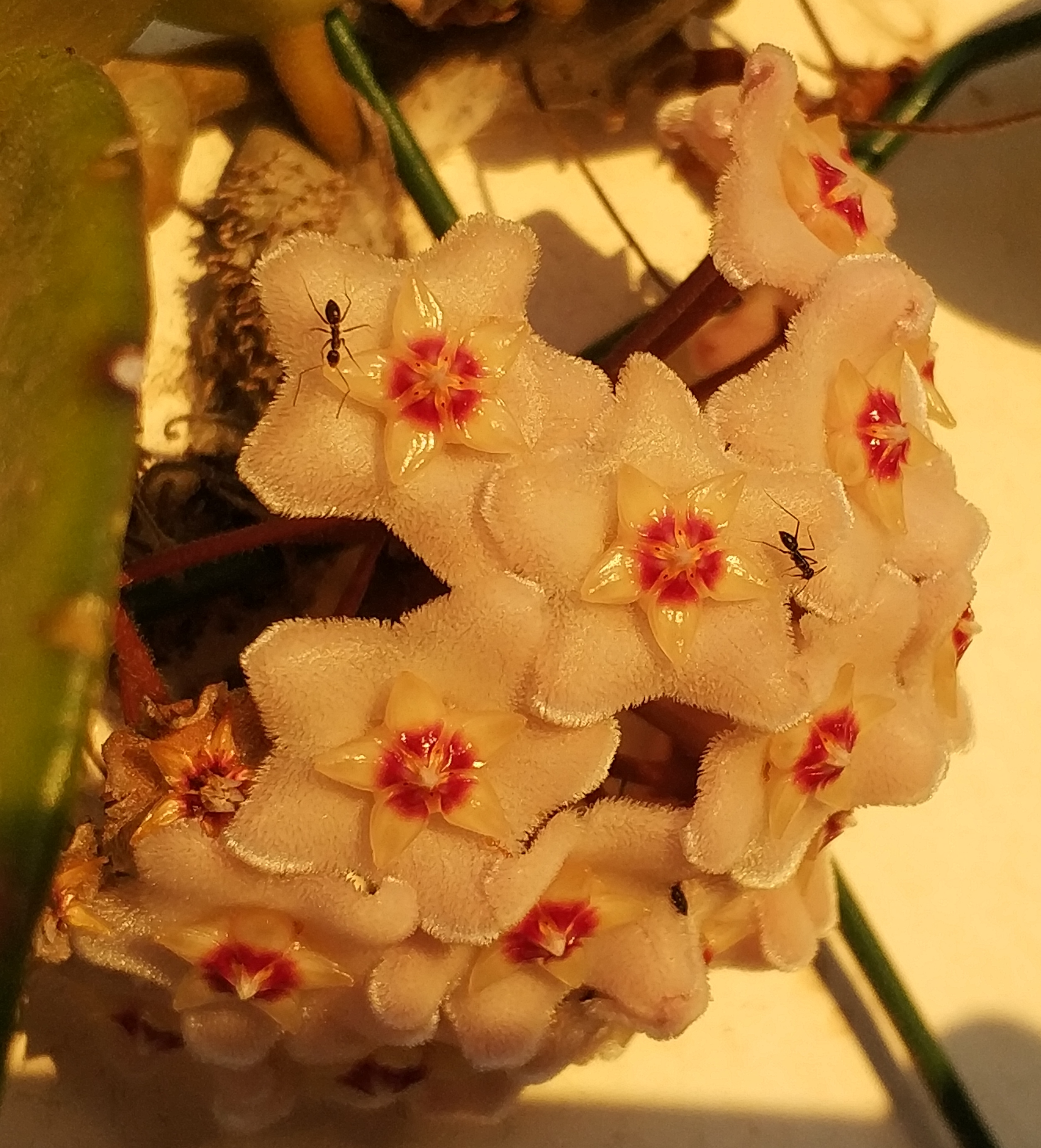
Tapinoma israele consumând nectar de Hoya carnosa